# Ванчо Бурзевски
Ванчо Бурзевски (на македонска литературна норма: Ванчо Бурзевски) е югославски партизанин, комунист, деец на комунистическата съпротива във Вардарска Македония, икономист и политик от Социалистическа република Македония.

## Биография
Роден е на 2 януари 1916 година в светиниколското село Неманици, тогава под българска власт по време на Първата световна война.
През 1941 година става член на Югославската комунистическа партия и на Местния комитет на ЮКП в Свети Никола. Става секретар на Окръжния комитет на КПМ в Гостивар, член на Окръжния комитет на КПМ в Тетово. Участва във 2-рото заседание на АВНОЮ и е делегат на 1-вото заседание на АСНОМ. Отделно е заместник-политически комисар на дивизия на югославските партизани.
След Втората световна война работи като секретар в комисията за аграрна реформа и колонизация и помощник на министъра за аграрна реформа и колонизация към Събранието на ФНРЮ. По-късно става министър на земеделието и отделно министър на стопанството в Социалистическа република Македония.
След създаването на Икономическия факултет на Скопския университет Бурзевски става негов пръв декан. Преподава и в Юридическия факултет като хоноруван преподавател по социализъм и икономика на СФРЮ.
Става посланик на Югославия в Замбия през 1965 г.
Носител на Партизански възпоменателен медал 1941 година.

## Трудове
- Економика на аграрот, учебник, три изданија -1959, 1961 и 1963
- Економската положба на македонските селани помеѓу двете светски војни, Скопје, 1982
- Увод во научната работа, учебник, 1981
- Дијалектиката на Титовото дело, 1983
- Ефикасна индивидуална наобразба, 1983
- Колонизација и деколонизација на Македонија, 1987
- Неодминлив развоен период, Скопје, 1999
- Одбрани статии, библиографско издание, книга I, II и III
- О колонизацији Македоније, Скопје, 1945
- Некои аспекти на односите село-град, ноември 1959
- Ситното стопанство во денешни услови
- Проблеми на интеграцијата во земјоделството, 1972
- Значењето на економското натпреварување помеѓу СССР и САД
- Проблеми во исхраната во светот
- Зошто Југославија не направи национализација на земјата